# Tales of the Neon Sea
Tales of the Neon Sea — пригодницька відеогра, розроблена китайською студією Palm Pioneer. Це гра в стилі ретро з піксельною графікою в кіберпанковому сетингу.

## Ігролад
У грі Tales of the Neon Sea ви блукаєте вулицями, провулками, помешканнями міста в пошуках зачіпок та розгадуєте різні загадки й головоломки.
Головний герой — похмурий детектив Рекс, що веде приватні розслідування. Зазнавши в минулому серйозних поранень, протагоніст змушений використовувати механічні протези. Зокрема, своїми електронними очима він може сканувати предмети й обстежувати трупи під час розслідувань.
У деяких сценах гравці мають змогу керувати його помічником — чорним котом Вільямом, який здатен пробиратися в недоступні для Рекса місця, досліджувати їх і підбирати певні предмети.

## Сюжет
Події гри відбуваються в метрополісі в сетингу кіберпанкового неонуару. У світі гри триває протистояння людей та роботів, між якими дедалі більше зростає напруга та взаємна недовіра. Історія розгортається навколо Рекса — колишнього детектива-ветерана поліції, який унаслідок значних поранень і пізнішого кіберпротезування став практично напівроботом. Щоби зводити кінці з кінцями, він підробляє приватним детективом, приймаючи замовлення від різношерстих клієнтів.

## Розробка
| Агрегатор  | Оцінка |
| ---------- | ------ |
| Metacritic | 62/100 |
| OpenCritic | 61/100 |

| Видання                    | Оцінка |
| -------------------------- | ------ |
| Adventure Gamers           | [ 5 ]  |
| The Games Machine (Італія) | 6.5/10 |
| IGN Spain                  | 6/10   |
| Gamer Sky                  | 8/10   |

2018 року гру вдалося профінансувати спільнокоштом через кампанію на Kickstarter.

## Сприйняття
2018 року гра Tales of the Neon Sea здобула нагороду за «Досконалість у візуальному мистецтві» й була номінована на нагороди «Досконалість у наративі» й «Головний приз за найкращу гру» на IndiePlay — конкурсі незалежних ігор, що проводиться в Китаї. Також гра здобула нагороди за «Найбільш інноваційну гру» й «Найкращий ігровий дизайн» від Indie Prize на Casual Connect Asia 2018. 2019 року її номінували на нагороду «Візуальна досконалість» на BitSummit.
Після виходу гра Tales of the Neon Sea отримала змішані оцінки від користувачів та критиків.
На агрегаторі оглядів OpenCritic на основі восьми оглядів Tales of the Neon Sea отримала середню оцінку 61 зі 100 з 13 % схвалення. На агрегаторі Metacritic вона отримала «змішані й середні» оцінки.